# Костерино (Ленинградская область)
Костерино — деревня в Лидском сельском поселении Бокситогорского района Ленинградской области.

## История
По данным 1966 и 1973 годов деревня Костерино входила в состав Серебрянского сельсовета.
По данным 1990 года деревня Костерино входила в состав Ольешского сельсовета.
В 1997 году в деревне Костерино Ольешской волости проживали 17 человек, в 2002 году — 8 человек (все русские).
В 2007 году в деревне Костерино Заборьевского сельского поселения проживали 6 человек, в 2010 году — 4 человека. 
Со 2 июня 2014 года — в составе вновь созданного Лидского сельского поселения Бокситогорского района.
В 2015 году в деревне Костерино Лидского СП проживали 2 человека.

## География
Деревня расположена в восточной части района на автодороге 41К-033 (Сомино — Ольеши).
Расстояние до посёлка Заборье — 20 км.
Расстояние до ближайшей железнодорожной станции Верхневольский — 19 км.

## Демография
| 1997 | 2002 | 2007 | 2010 | 2017 |
| ---- | ---- | ---- | ---- | ---- |
| 17   | ↘8   | ↘6   | ↘4   | ↘1   |

## Инфраструктура
На 1 января 2016 года в деревне было зарегистрировано 1 домохозяйство.